# Sceloporus gadoviae
Sceloporus gadoviae (колюча ігуана Гадова) — вид ігуаноподібних ящірок родини фриносомових (Phrynosomatidae). Ендемік Мексики. Вид названий на честь німецького орнітолога Ганса Фрідріха Гадова.

## Опис
Колюча ігуана Гадова є середнім представником свого роду, її довжина (без врахування хвоста) становить 6,8 см. Верхня частина тіла у неї оливково-коричнева.

## Поширення і екологія
Колючі ігуани Гадова поширені від південного Мічоакана через Герреро і Морелос до півленної Пуебли та до північної і західної Оахаки. Вони живуть у високогірних чагарникових заростях, зокрема заростях агави, віддають перевагу скелястим схилам в каньйонах. Зустрічаються на висоті від 1000 до 1800 м над рівнем моря. Відкладають яйця, в кладці 4 яйця розміром 14×7,5 мм.